# Союз 20
Союз 20 (изделие 11Ф615А9, Союз № 64) е съветски безпилотен експериментален космически кораб от модификацията Союз 7К-Т/А9.

## Полет
Изстрелян е на 17 ноември 1975 г. от космодрума Байконур в СССР с ракета-носител Союз-У. Това е продължителен тест на космическия кораб „Союз“, който е скачен с космическата станция Салют-4 2 денонощия след старта си. „Союз 20“ извършва цялостна проверка на подобрените бордни системи на кораба при различни условия на полет. На корабът протича и експеримент по изпитване жизнеспособността на някои живи организми в космоса. Общо те престояват в космоса около 3 месеца.
На 16 февруари 1976 г. в 02:24:00 московско време „Союз 20“ успешно се приземява.